# Нидавеллир
Нидавеллир (др.-сканд. Niðavellir) — родина карликов из скандинавской мифологии.

## Этимология
Niða может переводиться как мрак, тьма. Vellir (мн.ч., в ед. ч. — völlr) переводится как поля, земли, область, а также как обитель, обиталище, дом, или даже чертог. Таким образом Niðavellir переводится как Обитель мрака. Также часто встречается написание в виде Nidavellir, Nidavallir и другие.

## Упоминания
В Прорицании вёльвы есть такие строки:

Stóð fyr norðan
á Niðavöllom
salr ór gulli
Sindra ættar;
Перевод В. Тихомирова:
Стоит на севере
в Темных Землях (Нидавеллир)
дом из золота —
в нём племя Синдри;— Прорицание вёльвы
В Прорицании Вёльвы Нидавелир упоминается в числе чертогов мира мертвых наряду с Окольниром как жилище карликов. До конца не ясна его связь с Свартальвхеймом, который в Старшей Эдде вообще не упоминается, — является ли Нидавеллир обителью черных эльфов или гномов, или их обоих. Являются ли гномы и черные альвы одним и тем же народом, также не ясно.
Проблема идентификации Нидавеллира и Свартальвхейма отпадает в Младшей эдде, в которой Нидавеллир и вовсе не упоминается, а тёмные эльфы и гномы это один и тот же народ. Снорри Стурлусон объединил Нидавеллир с горами Niðafjöll. Вполне возможно Нидавеллир является одной из локаций внутри Свартальвхейма или же столицей гномов.
Хрейдмар упоминается как повелитель Нидавеллира.
Брисингамен, украшение Фрейи был изготовлен именно в Нидавеллире.